# 庫普辛諾站
庫普辛諾站（羅馬化：Kupchino）是聖彼得堡地鐵的一個車站，開通於1972年12月25日。庫普辛諾站是莫斯科－彼得格勒線最南端的車站，也是聖彼得堡地鐵歷史最久的地上車站。俄羅斯第三任總統迪米悌·阿納托利耶維奇·梅德維傑夫成長在該站地區。